# Limba urdu
Limba urdu (cunoscută pe plan local sub numele de Lashkari لشکری) este o limbă indo-europeană din ramura de limbi indo-iraniene. Este limba vorbită în Pakistan și este recunoscută ca una dintre cele 22 de limbi oficiale vorbite în India. Alături de hindi, este una dintre cele două limbi, care s-au dezvoltat având la bază sanscrita, după anul 1000 d.Hr., dar a adoptat o altă scriere, alte simboluri, care au fost adaptate la islam.
urdu este un amestec de limbi persane, kurde, arabe și sanscrite.

## Vezi și
- Alfabetul limbii urdu